# Tang Wai Lok
Tang Wai Lok es un deportista hongkonés que compitió en natación adaptada. Ganó una medalla de oro en los Juegos Paralímpicos de Río de Janeiro 2016 en la prueba de 200 m libre (clase S14).

## Palmarés internacional
| Juegos Paralímpicos | Juegos Paralímpicos     | Juegos Paralímpicos | Juegos Paralímpicos |
| Año                 | Lugar                   | Medalla             | Prueba              |
| ------------------- | ----------------------- | ------------------- | ------------------- |
| 2016                | Río de Janeiro (Brasil) | Medalla de oro      | 200 m libre S14     |